# ジャクソン郡 (ミシガン州)

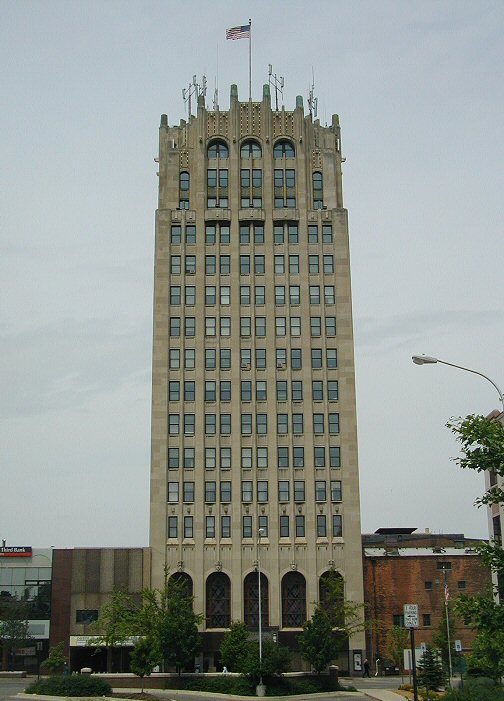
郡庁舎

ジャクソン郡（Jackson County）は、アメリカ合衆国ミシガン州にある郡。人口は16万0366人（2020年）。郡庁所在地はジャクソンである。

## 地理

ミシガン州内の位置

アメリカ合衆国統計局によると、この郡は総面積1,875 km2 (724 mi2) である。このうち1,830 km2 (707 mi2) が陸地で44 km2 (17 mi2) が水地域である。総面積の2.37%が水地域となっている。

### 隣接する郡
- インガム郡  (北)
- ウォッシュトノー郡  (東)
- カルフーン郡  (西)
- レンアウェイ郡  (南東)
- ヒルズデール郡  (南西)
- リビングストーン郡  (北東)
- イートン郡  (北西)

## 人口動静
2000年国勢調査で、この郡は人口158,422人、58,168世帯、及び40,833家族が暮らしている。人口密度は87/km2 (224/mi2) である。34/km2 (89/mi2) の平均的な密度に62,906軒の住宅が建っている。この郡の人種的な構成は白人88.54%、アフリカン・アメリカン7.92%、ネイティブ・アメリカン0.40%、アジア0.53%、太平洋諸島系0.04%、その他の人種0.83%、及び混血1.74%である。ここの人口の2.20%はヒスパニックまたはラテン系である。
この郡内の住民は25.60%が18歳未満の未成年、18歳以上24歳以下が8.10%、25歳以上44歳以下が30.40%、45歳以上64歳以下が23.00%、及び65歳以上が12.90%にわたっている。中央値年齢は37歳である。女性100人ごとに対して男性は104.20人である。18歳以上の女性100人ごとに対して男性は103.70人である。
この都市の世帯ごとの平均的な収入は43,171 USドルであり、家族ごとの平均的な収入は50,970 USドルである。男性は38,919 USドルに対して女性は26,448 USドルの平均的な収入がある。この都市の一人当たりの収入 (per capita income) は20,171 USドルである。人口の9.00%及び家族の6.50% は貧困線以下である。全人口のうち18歳未満の12.40%及び65歳以上の6.10%は貧困線以下の生活を送っている。